# Morondava (district)
Morondava is een district van Madagaskar in de regio Menabe. Het district telt 114.152 inwoners (2011) en heeft een oppervlakte van 5.648 km², verdeeld over 5 gemeentes. De hoofdplaats is Morondava.